# (9363) 1992 GR
1992 جي أر (ويعرف أيضًا باسم (9363) 1992 جي أر وفق تسمية الكوكب الصغير) (بالإنجليزية: 1992 GR)‏ هو كويكب ضمن حزام الكويكبات؛ وترتيبه 9363 من حيث الاكتشاف.
اكتُشف هذا الجُرم الفلكي بواسطة هيروشي كانيدا في 3 أبريل 1992.

## وصلات خارجية
- (9363) 1992 GR في قاعدة بيانات مختبر الدفع النفاث لأجرام النظام الشمسي الصغيرة

- الاكتشاف · مخطط المدار ·  العناصر المدارية · المعلمات المادية

- (9363) 1992 GR على موقع ويكي سكاي: DSS2, SDSS, GALEX, IRAS, Hydrogen α, X-Ray, Astrophoto, Sky Map, Articles and images